# 廖胜
廖胜（1912年—1980年），广东廉江人，中华人民共和国政治人物，曾任越南清化省华侨理事会理事长、越华友协副会长。1954年，当选第一届全国人民代表大会代表。